# Aine Bru

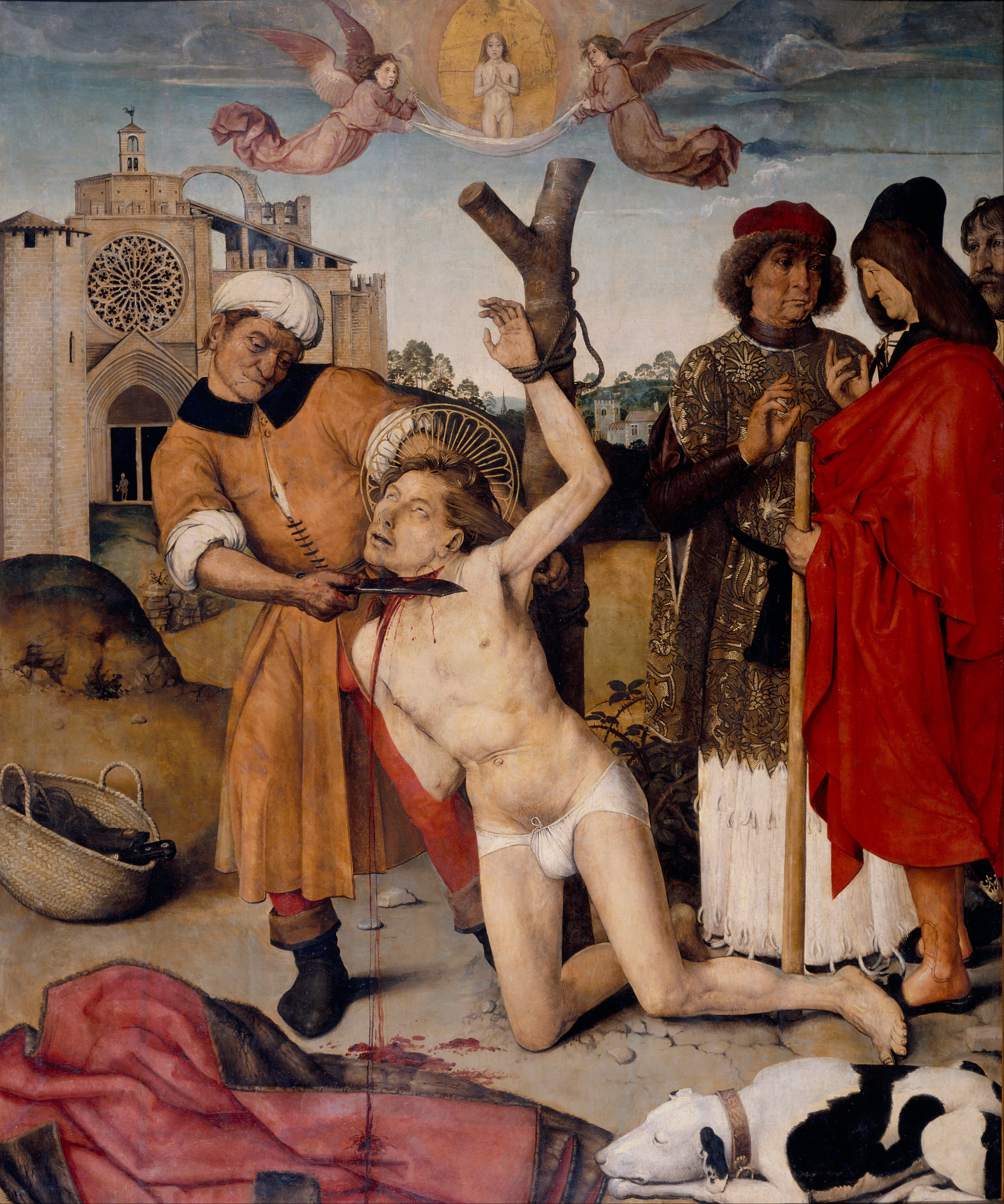
Degollació de Sant Cugat (1504-1507) d'Aine Bru. Tremp i oli sobre taula, 164,5 x 135,5 cm. Procedent de l'antic retaule major del monestir de Sant Cugat. Es troba al Museu Nacional d'Art de Catalunya, Barcelona. Aquest quadre és molt rellevant per veure l'estat del monestir a principis del

Aine Bru o Ayne Bru fou un pintor del Renaixement del segle xvi possiblement d'origen alemany, neerlandès o flamenc que va treballar a Catalunya. El seu origen podria ser de Lummen, al ducat de Brabant. També s'anomena a vegades Lucius de Brun. El seu cognom també pot suggerir provinença de la ciutat de Brünn (Brno).
Només és conegut perquè l'any 1502, se'l va contractar per pintar el retaule de l'altar major a l'església del monestir de Sant Cugat, per al qual se li va pagar un sou sorprenent entre 1504 i 1507.
Al plafó central, Bru hi va descriure el martiri de sant Cugat amb un realisme enorme. L'executor talla la gola del sant mentre Cucuphas roman lligat a un tronc. A prop, hi apareix un altre ganivet (en una cistella) i un gos que dorm pacíficament. Actualment està exposat al Museu Nacional d'Art de Catalunya.

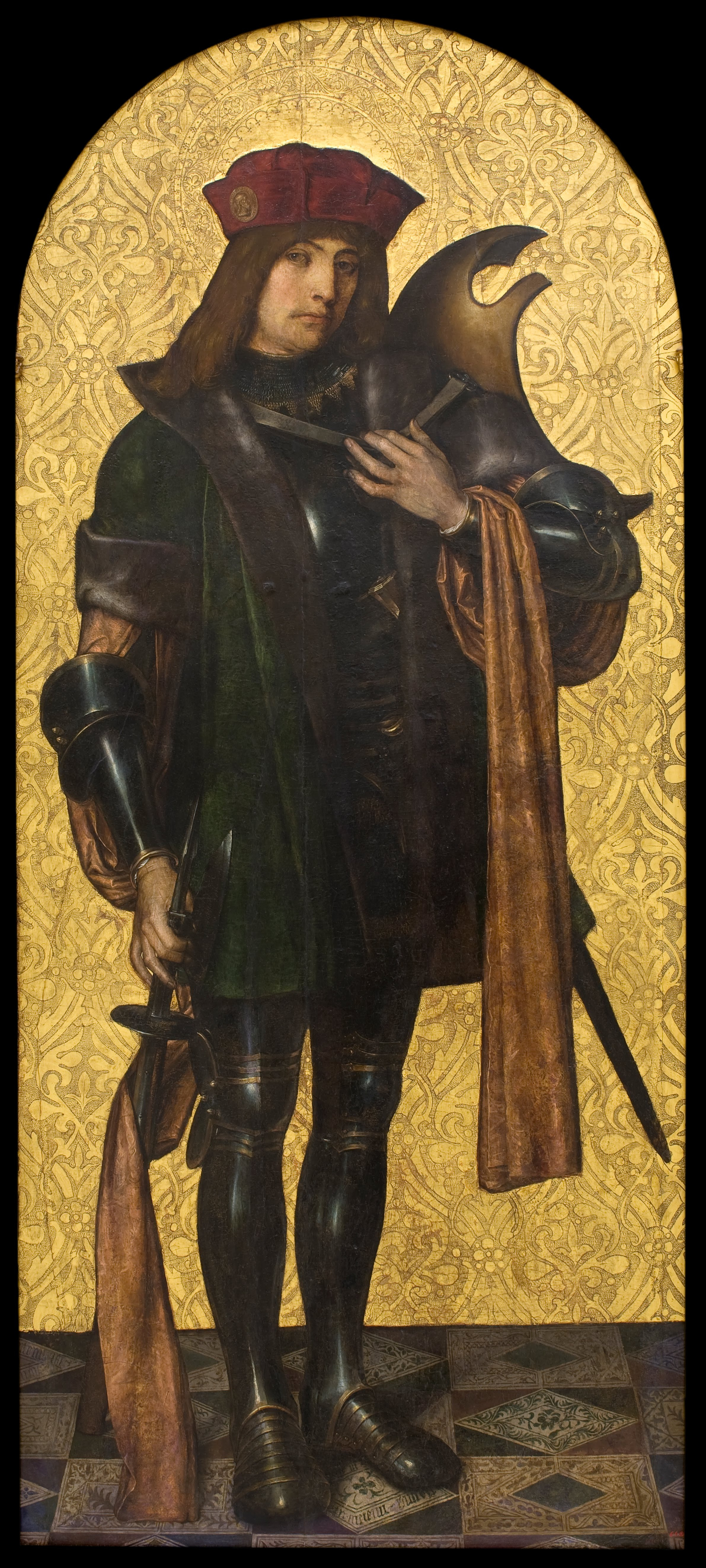
Sant Càndid (1502-1507), exposat al MNAC

El gos des de la pintura de Bru fou utilitzat per Salvador Dalí per a una pintura anomenada "Dalí contemplant un nu" o "Dalí Dalí Dalí".
Al fons, l'artista inclou anacrònicament el monestir de Sant Cugat tal com estava en l'època en què es va realitzar l'obra d'art. Aquest fet, com si fos una fotografia, ha sigut molt important per saber exactament com estava en aquells dies el procés de construcció del monestir.
En un altre plafó adjunt, s'hi descriu sant Jordi (a vegades identificat com sant Càndid o simplement com Guerrer Sant) i que també és visible al Museu Nacional d'Art de Catalunya.
Si bé l'expressionisme de l'escena del màrtir pertany a la tradició germànica, el grup de personatges amb vestidures contemporànies que acompanyen el drama sense participar-hi és una particularitat del Quattrocento. Altres detalls significatius, com el caràcter incisiu del dibuix, permeten suposar que el pintor havia estat al nord d'Itàlia abans de traslladar-se a Barcelona.
Malgrat la seva forta personalitat, o a causa d'ella, Bru no exercirà cap influència sobre l'art pròpiament català.